# Judith Anderson
Frances Margaret Anderson-Anderson, AC, DBE, (Adelaide, 10 de fevereiro de 1897 — Santa Bárbara, 3 de janeiro de 1992) conhecida profissionalmente como Judith Anderson, foi uma atriz australiana de teatro, televisão e cinema, vencedora de dois prêmios Emmy, um prêmio Tony e indicada a um Oscar e a um Grammy. É considerada pelos críticos de teatro como a maior atriz clássica australiana de todos os tempos.

## Infância e adolescência
Judith Anderson nasceu em 10 de fevereiro de 1897, Adelaide, Austrália do Sul. Filha mais nova de Jessie Margaret, ex-enfermeira, e do escocês James Anderson-Anderson, um corretor de ações e mineiro pioneiro da época. Frequentou a escola privada de Norwood e começou a representar, ainda na Austrália, antes de se mudar para Nova Iorque, em 1918.
Desde tenra idade, Anderson apresentou uma fascinação pelas luzes do palco. Esta fascinação surgiu, em grande parte, quando Anderson assistiu a uma performance ao vivo de Nellie Melba. Após a participação em alguns papéis amadores para companhias de teatro locais, Anderson (conhecida profissionalmente na altura por Francee Anderson) alcançou a sua estreia profissional em 1915, com 17 anos, no Theatre Royal em Sydney, onde desempenhou o papel de Stephanie na peça Um Divórcio Real. O responsável pela produção foi Julius Knight, a quem Anderson, mais tarde, atribuiria como a principal influência nas suas técnicas de representação. A atriz surgiu ao lado de Knight em adaptações de Pimpinela Escarlate, Os Três Mosqueteiros, Monsieur Beaucauire e David Garrick. 

### Os primeiros anos na América
Alguns atores americanos aconselharam Anderson a tentar a sorte na América. A atriz mudou-se para a Califórnia, mas não obteve sucesso. Partiu para Nova York, onde a sorte não melhorou. Após um período de pobreza e doença, encontrou trabalho na Companhia Acionária Emma Bunting no 14th Street Theatre, em 1918 e 1919.

## Broadway e cinema
Anderson manteve a conexão com várias companhias de teatro até 1922, ano em que fez a sua estreia na Broadway em On the Stairs. Doze meses depois, mudou o seu nome profissional para Judith Anderson e obteve o seu primeiro triunfo como co-protagonista de Cobra com Louis Calhern. Viajou de volta até a Austrália em 1927 com três peças - Tea for Three, The Green Hat e Cobra.

### Década de 30
Consolidou-se como uma das maiores atrizes do teatro da sua época e foi uma grande estrela na Broadway em toda a década de 1930, 1940 e 1950. Anderson estabeleceu-se como atriz dramática em várias participações de peças de William Shakespeare. Em 1931, ela interpretou a mulher desconhecida na estreia americana de Luigi Pirandello com a peça "As You Desire Me", filmado no ano seguinte com Greta Garbo no mesmo papel. Seguiram-se Mourning Becomes Electra de Eugene O'Neill, "The Mask and The Face" de Luigi Chiarelli com Humphrey Bogart, e "The Old Maid " do romance de Edith Wharton, papel que Bette Davis mais tarde levaria para o cinema. Em 1936, Anderson interpretou Gertrude de Hamlet com John Gielgud, numa produção que também contou com Lillian Gish como Ofélia.
Em 1937, juntou-se à Old Vic Company em Londres e interpretou Lady Macbeth com Laurence Olivier em uma produção de Michel Saint-Denis, no Old Vic e o Teatro Novo.

### Década de 1940 e 1950
Em 1941, ela interpretou o mesmo papel novamente em Nova York com Maurice Evans. Numa encenação de Margaret Webster, um papel que ela repetiria mais tarde na televisão e por mais duas vezes (a segunda versão de 1960 foi lançado nos cinemas na Europa como um filme, e Macbeth foi a primeira em cores).
Em 1942-1943, ela interpretou Olga em "Três Irmãs" de Tchekhov, em uma produção que também contou com Katharine Cornell, Ruth Gordon, Edmund Gwenn, Dennis King, Alexander Knox e Kirk Douglas em sua estreia na Broadway. A produção era tão ilustre, que foi capa da revista Time.
Em 1947, triunfou como Medeia em uma versão da tragédia de Eurípedes, escrito pelo poeta Robinson Jeffers e produzido por John Gielgud que também atuou como Jasão. Ganhou o prêmio Tony de Melhor Atriz por seu desempenho. Viajou neste papel para a Alemanha em 1951 e para a França e Austrália, em 1955/56.
Em 1953, foi incluída por Charles Laughton na sua própria adaptação do "Corpo de John Brown" de Stephen Vincent Benét com um elenco que contava com Raymond Massey e Tyrone Power.

### Década de 1960, 1970 e 1980
Em 1960, ela interpretou Madame Arkadina em "A Gaivota de Tchekhov", e em seguida, no filme Old Vic, com Tom Courtenay, Luckham Cirilo e Tony Britton.
Em 1970, com 73 anos, realizou um desejo de longa data ao desempenhar um papel em Hamlet, numa turnê nacional dos Estados Unidos e no Carnegie Hall de Nova Iorque.
Em 1982, ela voltou a Medeia, desta vez com Zoe Caldwell como protagonista. Caldwell deu vida à Medeia na turnê australiana de Medeia em 1955-1956. Anderson também foi nomeada para o Tony de Melhor Atriz Secundária.

### Hollywood

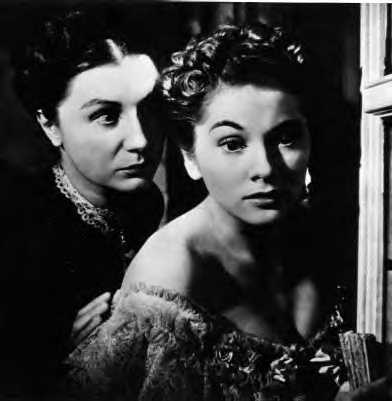
Judith Anderson e Joan Fontaine em Rebecca (1940).

Em Hollywood, os seus traços salientes e não convencionalmente atraentes, renderam-lhe oportunidades limitadas e facilitaram a sua posição habitual de personagem secundária. Anderson sempre preferiu o teatro ao cinema e à televisão. No entanto, ela fez um punhado de filmes importantes. Foi nomeada para o Oscar de Melhor Atriz Secundária pela atuação em Rebecca (1940), de Alfred Hitchcock, no papel da assombrosa governanta Mrs. Danvers, que torturava psicologicamente a jovem Sra. de Winter (Joan Fontaine). Mrs. Danvers é considerada uma dos mais memoráveis e sexualmente ambíguas vilãs da história do cinema, (sendo interpretada pela premiada atriz Kristin Scott Thomas na nova versão do filme Rebecca).  O Oscar de Melhor Atriz Secundária ao qual Anderson foi nomeada ficou para Jane Darwell, pelo trabalho: Vinhas da ira. Essa foi a sua única indicação ao prêmio, ao qual nunca venceu. 

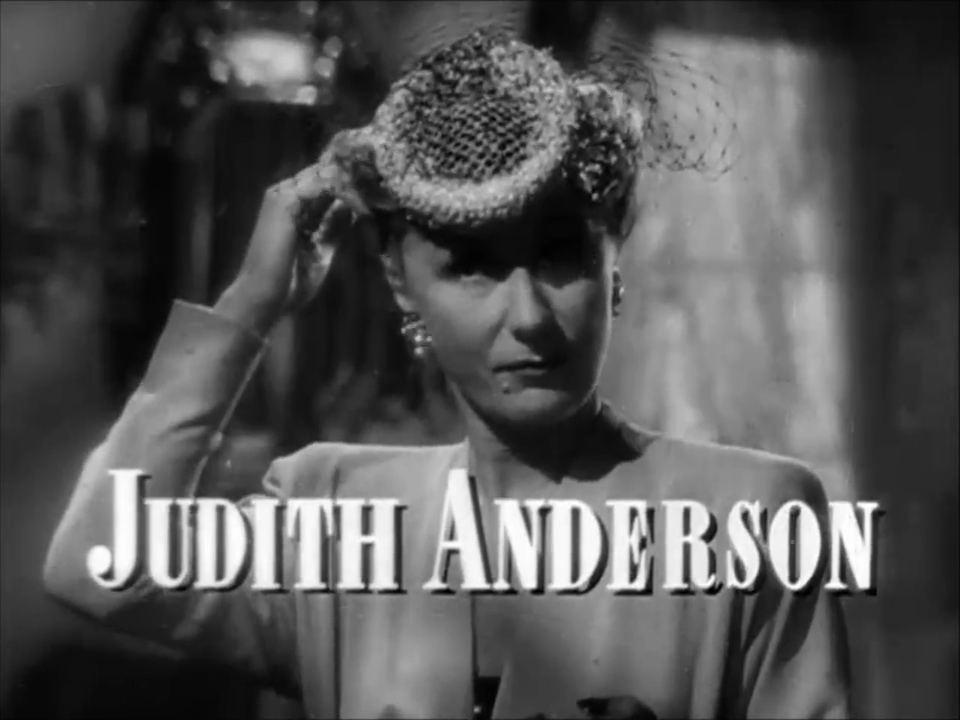
Judith Anderson em Laura (1944).

Isso levou a vários papéis no cinema durante a década de 1940 em filmes como Lady Scarface (1941), Kings Row (1942), All Through the Night (1942), Laura de Otto Preminger (1944), com Gene Tierney, de René Clair And Then There Were None  (1945), Espectro da Rosa de Ben Hecht (1946), O Tempo Não Apaga (1946), de Lewis Milestone e O Diário de uma Camareira (1946) de Jean Renoir. Continuou a actuar no palco em Nova York, no papel de Lady Macbeth, duas vezes, e ganhou um prêmio Tony em 1948 pelo seu desempenho historicamente aclamado no papel de Medéia.
Anderson mantém a distinção incomum de ganhar dois prêmios Emmy por interpretar o mesmo papel - Lady Macbeth - em duas produções distintas de Macbeth.
O seu trabalho no cinema continuou na década de 1950, quando também participou em programas de televisão. Ela interpretou Herodias em Salomé (1953), Memnet em Os Dez Mandamentos (1956) de Cecil B. de Mill, teve um desempenho memorável como Big Momma no filme da peça de Tennessee Williams, Hot Tin Roof (1958), interpretou a madrasta má em Cinderfella, e Buffalo Cow Head em Um Homem Chamado Cavalo (1970).
Anderson gravou álbuns de recitação da década de 1950 até a década de 1970, incluindo áudios como Lady Macbeth (com Anthony Quayle). Ela recebeu uma indicação ao Grammy pelo seu trabalho na gravação de Wuthering Heights.

## Vida pessoal
Casou e divorciou-se duas vezes, primeiro com Benjamin Harrison Lehmann de 1937 a 1939 e depois com Lutero Greene de 1946 a 1951. Não teve filhos e chegou a partilhar publicamente que nenhum dos seus casamentos foi "pêra doce". Apesar dos seus casamentos, Anderson esteve sujeita a especulações sobre a sua sexualidade durante toda a sua carreira. Na biografia de Otto Preminger: The Man Who Would Be King (2007), Foster Hirsch afirma sem rodeios que Anderson era homossexual, reacendendo essa especulação até os dias atuais.

## Fim da carreira e morte
Nos seus últimos anos, Anderson interpretou mais dois papéis de destaque em produções que a levaram longe das suas origens shakespearianas. Em 1984, ela apareceu em Star Trek III: The Search for Spock como "T'Lar", na altura com 87 anos. No mesmo ano, iniciou um período de três anos como a matriarca Minx Lockridge na série da NBC Santa Bárbara. Ela afirmou ser fã da série, mas após a aceitação do contrato, queixou-se do reduzido tempo de antena da sua personagem. O seu papel foi sucedido pela atriz norte-americana Janis Paige. Os seus últimos filmes foram The Booth (1985) e Impure Thoughts (1985). Faleceu com pneumonia em 1992, aos 94 anos. 

## Homenagens
Atribuiriam a Judith Anderson o título de Dama do Império Britânico em 1960, passando a ser chamada de Dama Judith Anderson.
Em 10 de Junho de 1991, o Queen's Birthday Honours forneceu-lhe o título de Companheira da Ordem da Austrália (AC), "em reconhecimento do serviço para as artes do espetáculo".